# العلاقات الجنوب سودانية الكندية
العلاقات الجنوب سودانية الكندية هي العلاقات الثنائية التي تجمع بين جنوب السودان وكندا.

## مقارنة بين البلدين
هذه مقارنة عامة ومرجعية للدولتين:
| وجه المقارنة                                              | جنوب السودان                  | كندا                     |
| --------------------------------------------------------- | ----------------------------- | ------------------------ |
| المساحة (كم2)                                             | 619.75 ألف                    | 9.98 مليون               |
| عدد السكان (نسمة)                                         | 12.58 مليون                   | 35.70 مليون              |
| الكثافة السكانية (ن./كم²)                                 | 20.3                          | 3.58                     |
| العاصمة                                                   | جوبا                          | أوتاوا                   |
| اللغة الرسمية                                             | لغة إنجليزية                  | لغة إنجليزية، لغة فرنسية |
| العملة                                                    | جنيه جنوب سوداني، جنيه سوداني | دولار كندي               |
| الناتج المحلي الإجمالي (بليون دولار)                      | 2.90 مليار                    | 1.65 تريليون             |
| الناتج المحلي الإجمالي (تعادل القوة الشرائية) بليون دولار | 22.88 مليار                   | 1.59 تريليون             |
| الناتج المحلي الإجمالي الاسمي للفرد دولار أمريكي          | 73                            | 43.25 ألف                |
| الناتج المحلي الإجمالي للفرد دولار أمريكي                 | 2.02 ألف                      | 45.07 ألف                |
| مؤشر التنمية البشرية                                      | 0.467                         | 0.913                    |
| رمز المكالمات الدولي                                      | +211                          | +1                       |
| رمز الإنترنت                                              | .ss                           | .ca                      |
| المنطقة الزمنية                                           | ت ع م+03:00                   |                          |

## منظمات دولية مشتركة
يشترك البلدان في عضوية مجموعة من المنظمات الدولية، منها:
| علم المنظمة | اسم المنظمة                               | تاريخ انضمام جنوب السودان | تاريخ انضمام كندا |
| ----------- | ----------------------------------------- | ------------------------- | ----------------- |
|             | مؤسسة التنمية الدولية                     | 18 أبريل 2012             | 24 سبتمبر 1960    |
|             | الأمم المتحدة                             | 14 يوليو 2011             | 9 نوفمبر 1945     |
|             | منظمة الشرطة الجنائية الدولية             | ?                         | ?                 |
|             | المركز الدولي لتسوية المنازعات الاستشارية | 18 مايو 2012              | 1 ديسمبر 2013     |
|             | الاتحاد الدولي للاتصالات                  | 3 أكتوبر 2011             | 1 يوليو 1908      |
|             | البنك الدولي للإنشاء والتعمير             | 18 أبريل 2012             | 27 ديسمبر 1945    |
|             | الاتحاد البريدي العالمي                   | ?                         | ?                 |
|             | مؤسسة التمويل الدولية                     | 18 أبريل 2012             | 20 يوليو 1956     |
|             | البنك الإفريقي للتنمية                    | ?                         | ?                 |
|             | وكالة ضمان الاستثمار متعدد الأطراف        | 18 أبريل 2012             | 12 أبريل 1988     |
|             | يونسكو                                    | 27 أكتوبر 2011            | 4 نوفمبر 1946     |

## أعلام
هذه قائمة لبعض الشخصيات التي تربطها علاقات بالبلدين:
- فرانسيس دينق (دبلوماسي سوداني، 1938[20][21] – )

## وصلات خارجية
- موقع وزارة الخارجية الجنوب سودانية
- موقع وزارة الخارجية الكندية